# Volkswirtschaftliche Gesamtrechnung
Die Volkswirtschaftliche Gesamtrechnung (heute oft im Plural Volkswirtschaftliche Gesamtrechnungen verwendet; abgekürzt VGR) ist ein Teilgebiet der Makroökonomie. Es handelt sich um ein statistisches Werk mehrerer Teilrechnungen, die die Leistung einer Volkswirtschaft erfassen. Den Schwerpunkt bilden die Entstehung, Verteilung und Verwendung des Bruttoinlandsprodukts (BIP) und des Bruttonationaleinkommens (BNE).

## Allgemeines
Grundlage der VGR ist die Kreislauftheorie, bei der alle Tauschvorgänge zwischen Unternehmen und Haushalten erfasst werden. Alle hergestellten Waren und Dienstleistungen bilden dabei die Wertschöpfung, sofern es sich nicht um eine Vorleistung handelt. Die Veränderung der Wertschöpfung zum Vorjahr dient als Maß der Entwicklung einer Volkswirtschaft.
Die volkswirtschaftliche Gesamtrechnung erfasst nur ökonomische Vorgänge. Dabei ist die inoffizielle Wirtschaft eingeschlossen, jedoch aus Gründen der Praktikabilität gemäß international gültiger Definition nicht unbezahlte Arbeit, obwohl es sich dabei ebenfalls um ökonomische Produktion handelt. Zur Bearbeitung anderer als rein ökonomischer Fragestellungen dienen dagegen die umweltökonomische Gesamtrechnung sowie weitere Nachhaltigkeitsindikatoren.

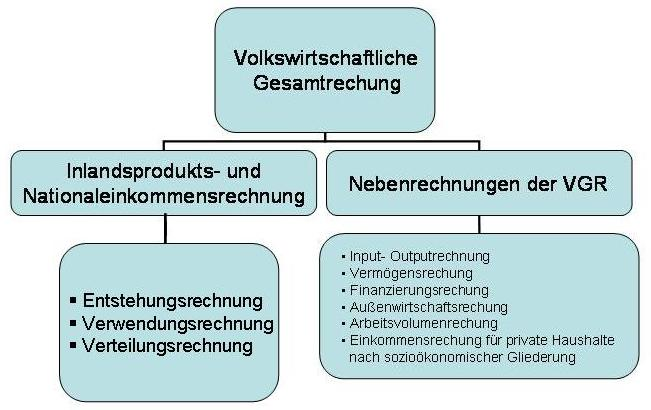
Einordnung der Teilrechnungen der VGR

## Ziele und Bedeutung
„Die Volkswirtschaftliche Gesamtrechnung verfolgt das Ziel, das Wirtschaftsgeschehen einer Volkswirtschaft für einen zurückliegenden und daher abgeschlossenen Zeitraum quantitativ möglichst umfassend zu beschreiben.“ Die ermittelten Werte werden in Form eines Kontensystems erfasst und in Form von Tabellen dargestellt.
Die VGR dient der Politik als Informationsgrundlage für konjunkturelle und wirtschaftspolitische Entscheidungen. Ohne diese Daten könnten keine Rahmenbedingungen geschaffen werden. Die Daten der VGR dienen auch als gesamtwirtschaftliche Entscheidungsgrundlage. Angaben wie Einkommens-, Produktivitäts- und Preisniveauentwicklungen werden von Gewerkschaften und Arbeitgeberverbänden für Tarifverhandlungen benötigt.
Auch viele Forschungsinstitute sind für ihre Analysen auf die Daten der VGR angewiesen. Die ermittelten Daten sind ebenso Maßstab für die Einhaltung des Stabilitätsgesetzes von 1967.
Auch internationale Organisationen sind auf das Material für die Ermittlung der Finanzierungsbeiträge und Leistungen, insbesondere der EU-Eigenmittel, angewiesen. Des Weiteren ist auch die Europäische Zentralbank auf die Werte der VGR angewiesen.

## Geschichte
Die Grundlagen schuf Luca Pacioli. Er verhalf mit seiner Publikation Summa de Arithmetica, Geometria, Proportioni et Proportionalità im Jahr 1494 der doppelten Buchführung zum Durchbruch. Im 18. Jahrhundert gab François Quesnay die Anregung einer systematischen Darstellung. Er entwickelte das Tableau économique eines geschlossenen Güter- und Wirtschaftskreislaufs. Dabei unterschied er zwischen drei Sektoren, den der Landwirte, Bodeneigentümer und Händler. Daneben zeichnete er auch alle Strombewegungen zwischen den Sektoren auf.
Ein weiterer wesentlicher Beitrag zur Entwicklung der modernen volkswirtschaftlichen Gesamtrechnung stammt von Karl Marx. Marx griff Quesnays Tableau auf und machte es zur Grundlage seiner Kreislaufanalyse (den „Reproduktionsschemata“) im zweiten Band seines Hauptwerks Das Kapital – Kritik der Politischen Ökonomie. Der zweite Band trägt den Untertitel Der Zirkulationsprozess des Kapitals.
Eine Weiterentwicklung der Kreislauftheorie führte John Maynard Keynes 1936 durch. Keynes lieferte die Grundlage für die heute international verwendeten Systeme. Diese wurden für die OECD und die Vereinten Nationen in verschiedenen Fassungen von Richard Stone entworfen. Gegenwärtig existiert die vierte Auflage des System of National Accounts (SNA 2008). In der Europäischen Union wird das Europäische System Volkswirtschaftlicher Gesamtrechnungen in der Fassung von 2010 (ESVG 2010) verbindlich angewandt. Laut Angabe im ESVG 2010 stimmen „die Konzepte des EVG 2010“ „mit den weltweiten Empfehlungen des SNA 2008 zu Volkswirtschaftlichen Gesamtrechnungen überein“.

## Berechnung
Die Berechnung von Volkseinkommen, Bruttonationaleinkommen und Bruttoinlandsprodukt wird im Folgenden anhand der Verteilungsrechnung erläutert. Diese Tabelle zeigt auf der linken Seite die Komponenten der Rechnung und rechts die dazugehörigen Daten für Deutschland aus den Jahren 2007 und 2017.
| + Größe                                                              | 2007     | 2017     |
| -------------------------------------------------------------------- | -------- | -------- |
| + Arbeitnehmerentgelt                                                | 1.181,0  | 1.668,9  |
| + Unternehmens- und Vermögenseinkommen                               | 643,2    | 765,8    |
|                                                                      |          |          |
| = Volkseinkommen                                                     | 1.824,2  | 2.434,7  |
| + Produktions- und Importabgaben an den Staat abzüglich Subventionen | 277,0    | 316,7    |
| + Abschreibungen                                                     | 345,2    | 572,2    |
|                                                                      |          |          |
| = Bruttonationaleinkommen                                            | 2.446,4  | 3.323,6  |
| − Saldo der Primäreinkommen aus der übrigen Welt                     | −22,6    | −60,3    |
|                                                                      |          |          |
| = Bruttoinlandsprodukt                                               | 02.423,8 | 03.263,4 |
Weitere Rechenwege finden sich unter Bruttoinlandsprodukt.

## Nebenrechnungen der VGR

### Input-Output-Rechnung
Die Input-Output-Rechnung steht im engen Zusammenhang mit der Inlandproduktberechnung. Den zentralen Schwerpunkt bildet dabei die Beschreibung der güter- und produktionsmäßigen Verflechtung zwischen den Produktionsbereichen, sowie deren Anteil an den Gesamtwerten der Produktion, Einkommensentstehung und Verwendung.

### Vermögensrechnung
Die Vermögensrechnung verfolgt das Ziel sämtliche Bestände an Sachgütern, Forderungen und Verbindlichkeiten zu erfassen. Des Weiteren wird der Einblick in die Zusammensetzung der Vermögensbestände ermöglicht. Als Hilfe dienen die Daten des Statistischen Bundesamtes und der Deutschen Bundesbank.

### Gesamtwirtschaftliche Finanzierungsrechnung
Die Gesamtwirtschaftliche Finanzierungsrechnung berechnet im Nachhinein und (ex post) bereinigt (netto) die Geldvermögensänderungen (Veränderungen der Nettogeldforderungen und Nettogeldverbindlichkeiten) der wirtschaftlichen Sektoren (private Haushalte, Unternehmen, Finanzinstitute, Staat, Ausland) pro Periode (üblicherweise pro Kalenderjahr). Die Finanzierungsrechnung wird realisiert von der jeweiligen Zentralbank.
In einer geschlossenen Volkswirtschaft kann sich das gesamtwirtschaftliche Nettogeldvermögen nicht verändern (ohne Berücksichtigung des Auslands), da das Defizit des einen Sektors dem Überschuss eines anderen Sektors gegenübersteht: Die monetären Verbindlichkeiten des einen Sektors sind die Geldforderungen eines anderen Sektors und heben sich insofern gegenseitig auf. Inländischer Geldvermögensbildung steht grundsätzlich der Außenbeitrag gegenüber.
Die Gesamtwirtschaftliche Finanzierungsrechnung bezieht das Defizit des Auslands in der Höhe ein, in der es zu einem inländischen Überschuss während der jeweiligen Periode beigetragen hat und „dabei gilt, dass die Summe der Finanzierungssalden der einzelnen Sektoren (Differenz zwischen Einnahmen und Ausgaben) Null ergeben muss.“
Die Gesamtwirtschaftliche Finanzierungsrechnung wird üblicherweise dahingehend orthodox interpretiert, dass aus Einnahmeüberschüssen Ausgabenüberschüsse finanziert werden. Allerdings ist der Zusammenhang im Sinne der Kredittheorie sowie der Saldenmechanik vielmehr in umgekehrt kausalem Zusammenhang zu erkennen: Die Höhe des Ausgabenüberschusses finanziert die Höhe des Einnahmeüberschusses des komplementären Sektors.

#### Beispiel

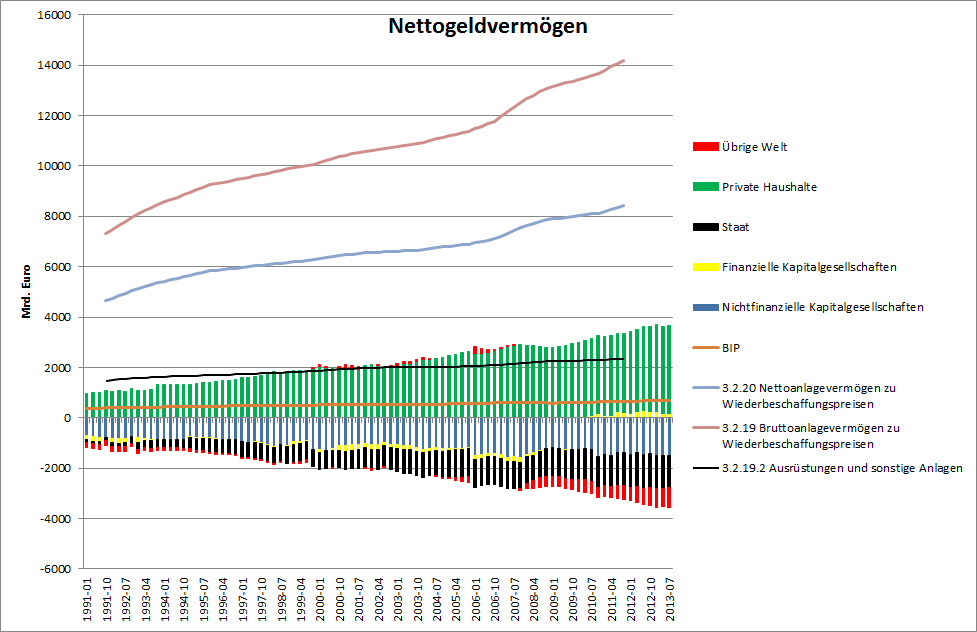
Beispiel: Nettogeldvermögen DE per 2010
(Saldo aus Geldforderungen minus Geldverbindlichkeiten)

| Sektorale Finanzierungssalden in Mrd. EUR (kumuliert am Beispiel DE) 1991–2009 | Private Haushalte | Nichtbanken | Finanz- institute | Staat  | Ausland | Gesamt   |
| ------------------------------------------------------------------------------ | ----------------- | ----------- | ----------------- | ------ | ------- | -------- |
| Ausgabenüberschüsse (−)                                                        |                   | −461,1      |                   | −887,7 | −748,7  | −2.097,5 |
| Einnahmenüberschüsse (+)                                                       | +1.839,9          |             | +257,6            |        |         | +2.097,5 |
| Summe                                                                          |                   |             |                   |        |         | 0,-      |

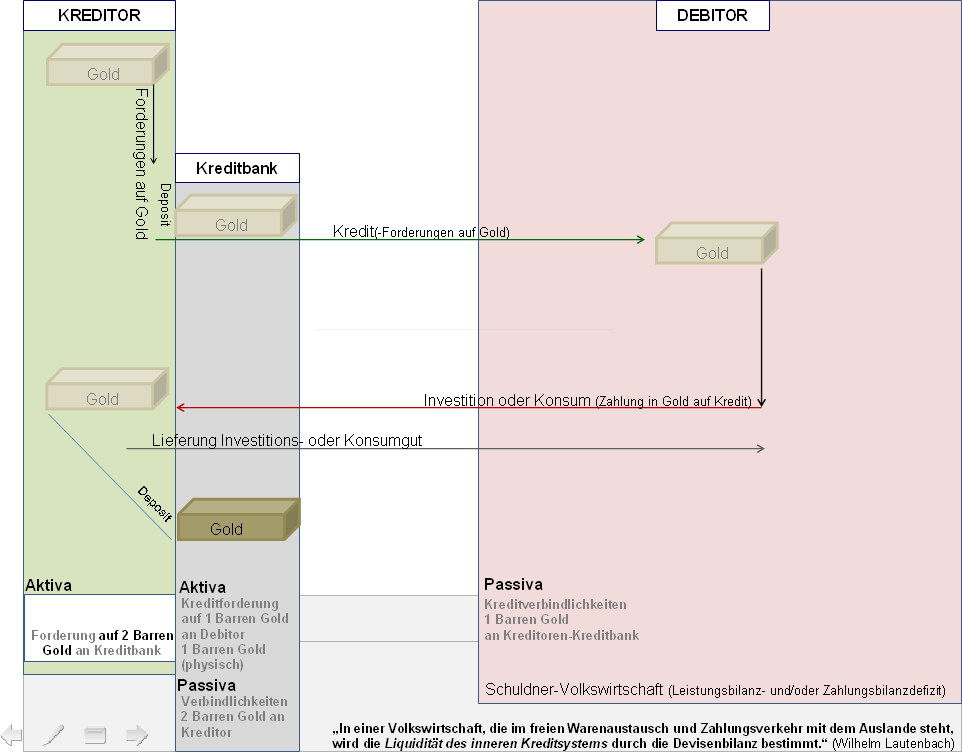
Regenerierte Überschussliquidität zu wiederholten Kreditvergaben (etwa an ein Defizitland)

Aus dem Ausgabenüberschuss des Auslands gewonnene Überschussliquidität kann freilich, um tendenziell abfließende Liquidität aus dem Bankensektor des Defizitlandes zu kompensieren, den ausländischen Kreditinstituten (erneut) zu Refinanzierungszwecken zur Verfügung gestellt werden. Gleichwohl gilt hinsichtlich Leistungsbilanz (genauso auf die folgende Wirtschaftsperiode bezogen): Ausgabenüberschüsse finanzieren Einnahmeüberschüsse komplementärer Gruppe(n) in gleicher Höhe.

### Außenwirtschaftsrechnung
Die Außenwirtschaftsrechnung registriert alle Güter- und Kapitalströme zwischen Inländern und Ausländern. Ebenso wichtig ist die Entwicklung von Wechselkursen, Export und Importpreise sowie die realen Austauschverhältnisse, auch Terms of Trade genannt. Den wichtigsten Punkt repräsentiert die Zahlungsbilanz, diese zeigt Veränderungen der Kreditbeziehungen zum Ausland auf.

### Arbeitsvolumenrechnung
Die Arbeitsvolumenrechnung ermittelt die Anzahl der Beschäftigten und Selbstständigen.

### Einkommen für private Haushalte
Zeigt die Einkommensverteilung der privaten Haushalte nach Gruppen von Selbstständigen, Arbeitnehmern und nichterwerbstätigen Haushalten.

## Vergleichbarkeit
Für Vergleichsanalysen zum BIP können zwei wichtige Methoden durchgeführt werden: Der zeitliche Vergleich und der internationale Vergleich.
Bei zeitlichen Vergleichen besteht die Schwierigkeit darin, dass alle produzierten Güter zu Marktpreisen bewertet werden. Daher ist noch zwingend zu unterscheiden, ob sich die Produktion erhöht hat oder ob nur die Preise gestiegen sind. Zu diesem Zweck muss das Inlandsprodukt in eine Mengenkomponente und eine Wertkomponente zerlegt werden. Denn nur die reale Erhöhung der Produktion führt auch zu einem höheren Wohlstand der Volkswirtschaft. Zum besseren Vergleich ist es daher nötig, die reale Entwicklung zu bestimmen. Dies geschieht anhand des BIP-Deflators.
Ein internationaler Vergleich führt zu weiteren Schwierigkeiten. Insbesondere ist die Umrechnung in eine gemeinsame Währung nötig, wofür ein geeigneter Wechselkurs zu bestimmen ist. Ausgangspunkt hierfür ist die Kaufkraftparität. Diese besagt, dass in zwei verschiedenen Ländern gleiche Güter gleich viel kosten sollen. Daraus lässt sich der Kaufkraftparitäten-Kurs (KKP-Kurs) ableiten. Dieser gibt Aufschluss darüber, wie hoch der Wechselkurs sein sollte, so dass die realen Preise einem einheitlichen Preisniveau unterliegen. Langfristig sollten der tatsächliche Wechselkurs und der KKP-Kurs gleich groß sein.
Beim Vergleich von Staaten mit stark unterschiedlichem Entwicklungsstand kann es durch die geringere Qualität der statistischen Daten und veränderte Verfahrensweisen zu Verzerrungen kommen. Das heute weltweit akzeptierte System of National Accounts der Vereinten Nationen erleichtert dabei die internationale Vergleichbarkeit.

## Erfassungsgenauigkeit
Die Daten der VGR sind in unterschiedlichem Umfang mit Ungenauigkeiten behaftet. Die vollständige Nichterfassung der unbezahlten Arbeit wiegt dabei am schwersten, jedoch kann hierzu auch eine Nebenrechnung erstellt werden. Viele Daten müssen mit unterschiedlichen Verfahren geschätzt werden. Insbesondere kleinere Unternehmen sind häufig nicht zur Abgabe statistischer Meldungen verpflichtet, die Schattenwirtschaft wird von diesen gar nicht erfasst. Manche Statistiken, vor allem im Dienstleistungssektor, werden nur in mehrjährigen Abständen erhoben. Oft können Daten jedoch auch auf anderem Weg berechnet werden. Unter anderem stehen für manche Bereiche auch mehrere Quellen mit unterschiedlichen Daten zur Verfügung, da eine unklare Abgrenzung besteht und somit unterschiedliche Zuordnungen erfolgen. Wegen der Komplexität der Rechnung sind Ungenauigkeiten nicht zu vermeiden. „Die Ungenauigkeit der Inlandsproduktzahlen werden oftmals auf eine Größenordnung von etwa drei Prozent geschätzt.“

### Internationale Standards
- System of National Accounts – SNA 2008. Europäische Kommission, IWF, OECD, Vereinte Nationen, Weltbank (Volltext online).
- European system of accounts – ESA 2010. Eurostat (Volltext online).
- Europäisches System Volkswirtschaftlicher Gesamtrechnungen – ESVG 2010. Eurostat (Volltext online).

### Wissenschaftliche Literatur
- Dieter Brümmerhoff: Volkswirtschaftliche Gesamtrechnung. 8. Auflage, Oldenbourg Verlag, München 2007, ISBN 978-3-486-58335-9.
- Michael Frenkel und Klaus-Dieter John: Volkswirtschaftliche Gesamtrechnung. 5. Auflage, Vahlen Verlag, München 2003, ISBN 3-8006-2839-2.
- Franz Haslinger: Volkswirtschaftliche Gesamtrechnung. 6. Auflage, Oldenbourg Verlag, München 1992, ISBN 3-486-22406-9.
- Olivier Blanchard und Gerhard Illing: Makroökonomie. 4. Auflage, Pearson Studium, München 2006, ISBN 3-8273-7209-7.
- André Vanoli: A History of National Accounting. IOS Press, Washington D.C. 2005, ISBN 978-1-58603-469-6 (eingeschränkte Vorschau in der Google-Buchsuche).
- Zoltan Kenessey: The Accounts of Nations. IOS Press, Washington D.C. 1994, ISBN 978-90-5199-156-7 (eingeschränkte Vorschau in der Google-Buchsuche).